# 亚当·塞奇威克
亚当·塞奇威克（英語：Adam Sedgwick，/ˈsɛdʒwɪk/，1785年3月22日—1873年1月27日）是一位英国地质学家和英国圣公会牧师，现代地质学的奠基人之一，1835年提出了寒武纪这个地质年代，1839年与罗德里克·麦奇生共同命名了泥盆系。